# Ordem da Cruz Estrelada

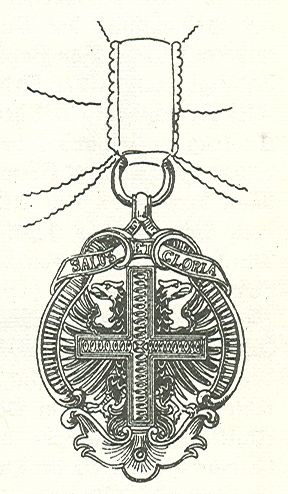
Ordem da Cruz Estrelada

A Ordem da Cruz Estrelada (ou Ordem da Cruz Estrela; em alemão: Sternkreuz-Orden) foi uma Ordem de Cavalaria criada por  Leonor de Gonzaga-Nevers, princesa de Mântua, Imperatriz do Sacro Império Romano-Germânico, em 1668. A Ordem, exclusiva para mulheres, foi confirmada pelo Papa Clemente IX, em 28 de junho de 1668, e ficou sob a gestão espiritual do Príncipe Bispo de Viena. Apenas senhoras de nobreza poderiam ser investidas na Ordem, como princesas, condessas e outros títulares de nobreza. Quando investidas, os membros tinham como missão "dedicarem-se ao serviço, e oração, da Santa Cruz, e levar uma vida de virtude no exercício da religião e trabalhos de caridade".

## História
De acordo com a lenda, a Casa de Habsburgo detinha uma parte da Vera Cruz que susteve Jesus Cristo, durante a sua crucificação. Embora não seja possível provar a sua autenticidade, a relíquia sagrada era feita de ouro  e usada por, pelo menos, dois Imperadores romanos: Maximiliano II e Fernando III. A última esposa de Fernando III, Leonor, recebeu a relíquia, entregue pelo seu sobrinho Leopoldo I, após a morte de Fernando. No rescaldo de um incêndio no Palácio Imperial de Hofburg, em 2 de fevereiro de 1668, a relíquia foi encontrada em perfeita condições. A Imperatriz criou a Ordem para celebrar este acontecimento, pois acreditava que se devia a um milagre.
Os membros da Ordem usavam a seguinte insígnia:
Um medalhão oval, com um bordo em azul-esmalte, com uma águia negra-esmalte com duas cabeças, e garras, ambas em ouro, e uma cruz em ouro, verde-esmalte, e com um contorno em castanho. Por cima,, num fundo branco, o lema Salus et Gloria (Viva e Glória). É usado pentende de uma fita preta, no lado esquerdo do peito.

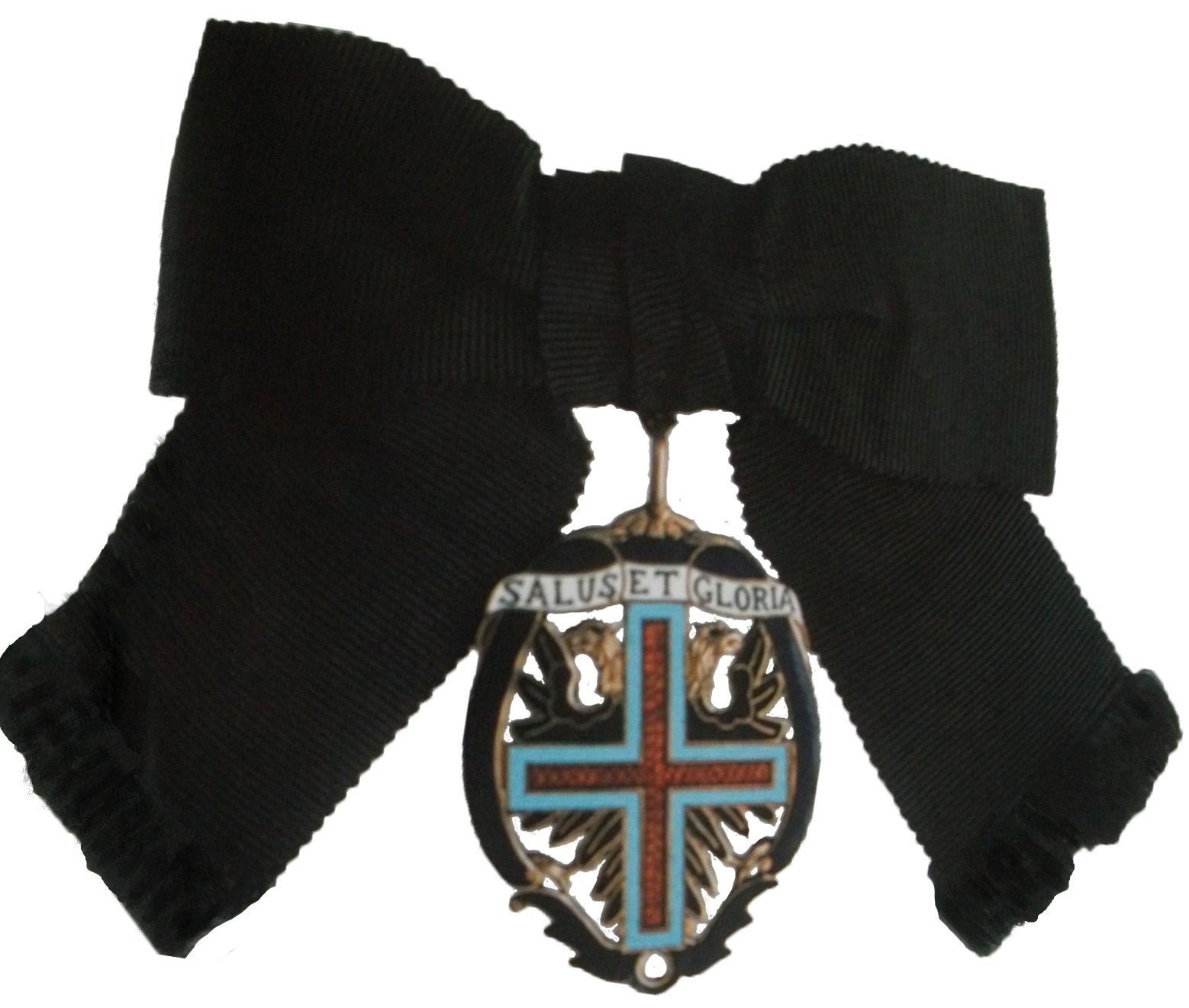
Ordem da Cruz Estrelada

## Protetoras Supremas
|     | Período      | Nome                                                                                            | Notas                                                                                 |
| --- | ------------ | ----------------------------------------------------------------------------------------------- | ------------------------------------------------------------------------------------- |
| 1.  | 1668-1686    | Leonor, Imperatriz Viúva do Sacro Império Romano-Germânico                                      | nascida Princesa de Mântua e Monferrato da Família Gonzaga                            |
| 2.  | 1686-1720    | Leonor Madalena, Imperatriz do Sacro Império Romano-Germânico                                   | nascida Condessa Palatina de Neuburgo da Casa de Wittelsbach                          |
| 3.  | 1720-1742    | Guilhermina Amália de Brunsvique-Luneburgo                                                      | nascida Duquesa de Brunsvique-Luneburgo da Casa de Hanôver                            |
| 4.  | 1742-1750    | Isabel Cristina, Imperatriz do Sacro Império Romano-Germânico                                   | nascida Princesa de Brunsvique-Volfembutel da Casa de Guelfo                          |
| 5.  | 1750-1780    | Maria Teresa, Imperatriz do Sacro Império Romano-Germânico, Rainha da Boêmia, Hungria e Croácia | Imperatriz e rainha em direito próprio da Casa de Habsburgo                           |
| 6.  | 1780-1792    | Maria Luísa, Imperatriz do Sacro Império Romano-Germânico                                       | nascida Infanta da Espanha da Casa de Bourbon                                         |
| 7.  | 1792-1807    | Maria Thresa, Imperatriz do Sacro Império Romano-Germânico                                      | nascida Princesa de Nápoles e Sicília da Casa de Bourbon-Duas Sicílias                |
| 8.  | 1807-1816    | Maria Luísa, Imperatriz da Áustria                                                              | nascida Arquiduquesa da Áustria da Casa da Áustria-Este                               |
| 9.  | 1816-1835    | Carolina Augusta, Imperatriz da Áustria                                                         | nascida Princesa da Baviera da Casa de Wittelsbach                                    |
| 10. | 1835-1848    | Maria Ana, Imperatriz da Áustria                                                                | nascida Princesa de Saboia da Casa de Saboia                                          |
| 11. | 1848-1854    | Sofia, Arquiduquesa e Princesa da Áustria                                                       | nascida Princesa da Baviera da Casa de Wittelsbach                                    |
| 12. | 1854-1898    | Isabel, Imperatriz da Áustria                                                                   | nascida Duquesa na Baviera da Casa de Wittelsbach                                     |
| 13. | 1898-1916    | Maria Josefa, Arquiduquesa da Áustria                                                           | nascida Princesa da Saxônia da Dinastia Wettin                                        |
| 14. | 1916-1951    | Zita, Imperatriz da Áustria                                                                     | nascida Princess de Bourbon-Parma da Casa de Bourbon-Parma                            |
| 15. | 1951-2007    | Regina, Princesa Herdeira da Áustria                                                            | nascida Princess de Saxe-Meiningen da Dinastia Wettin                                 |
| 16. | 2007–present | Gabriela, Embaixadora da Geórgia à Alemanha                                                     | nascida Arquiduquesa da Áustria da Casa de Habsburgo-Lorena e atual Protetora Suprema |